# Madeline Folgmann
Madeline Folgmann (16 gennaio 1997) è una taekwondoka tedesca.

## Palmarès
- Europei

Kazan 2018: bronzo nei 53 kg.